# Johann Georg Born
Johann Georg Born (russisch Иван Мартынович Борн Iwan Martinowitsch Born; * 12. Septemberjul. / 23. September 1778greg. in Wesenberg; † 13. September 1851 in Stuttgart) war ein deutschbaltisch-russischer Dichter und Pädagoge.

## Leben
Born war ein Sohn des aus Tilsit stammenden Schneidermeisters Martin Born und der Catharina Elisabeth, geborene Aubing. Er erhielt seit 1794 seine Ausbildung am Gymnasium der Akademie der Wissenschaften in St. Petersburg. Im Anschluss arbeitete er als Korrektor in einer akademischen Druckerei und begann Privatunterricht zu geben. Als Anhänger Radischtschews verfasste er patriotisch-freiheitliche Dichtungen. Born gründete 1801 die Freie Gesellschaft der Freunde von Literatur, Wissenschaften und Künsten, deren Sekretär er zunächst, von 1803 bis 1805 auch deren Vorsitzender war. Von 1803 bis 1804 war er Kanzleidirektor des medizinischen Philanthropischen Komitees. Bis 1809 war er Lehrer der russischen Sprache an der Petrischule. Er war Sprachlehrer von Georg von Oldenburg und wurde nach dessen Tod 1812 Sekretär von dessen Gemahlin Katharina Pawlowna sowie Prinzenerzieher der beiden Söhne Alexander und Peter. Er begleitete Katharina zu ihrer erneuten Heirat 1816 mit Wilhelm I. von Württemberg nach Stuttgart. Dort blieb er weiterhin im Dienst des russischen Ministeriums der Auswärtigen Angelegenheiten. Born war Ritter des Wladimirordens IV. Klasse.